# Елок (річка)
Елок (тадж. Элок) — річка в Файзабадській нохії Таджикистану, найбільша ліва притока річки Кафірніган. Витікає з нохій Файзобод, Вахдат і Рудакі. Довжина річки — 97 км , площа басейну — 829 км². Річка витікає з витоку села Елок, що знаходиться на південному схилі гірського хребта Каротегіну Сурхкух, і вниз за течією через долину Гісар. Джерелом річки є підземні та снігово-дощові води. Середньорічна витрата води становить 0,5 м³/с. У річці Елок водиться молочна риба, осетер, а у верхній течії водиться форель. Вода річки Елок використовується для зрошення земель і водопостачання населення.

## Джерело
- Энциклопедияи Советии Тоҷик : [дар 8 ҷ.] / сармуҳаррир А. С. Сайфуллоев. — Д. : СИЭСТ, 1978—1988.